# 전투조류
전투조류는 만화 죠죠의 기묘한 모험의 2번째 이야기이다. 전투조류의 배경은 1부 팬텀 블러드로부터 약 50년 정도 후인, 1930년대이다.

## 전투조류
약 2000년전 파문사를 멸망시킨 존재, 기둥속 사내가 1938년 깨어난다. 그리고 죠셉은 죠나단 죠스타때부터 내려온 석가면과의 연을 석가면의 제작자 카즈를 죽임으로써 끝내려한다.

## 등장인물
죠셉 죠스타
시저 안토니오 체펠리
리사리사
루돌 본 슈트로하임
로버트 E.O 스피드 왜건
에리나 죠스타
죠나단 죠스타(기억속 죠나단)
기둥 속 사내
카즈
에시디시
와무우
산타나